# Niepruchi
Niepruchi (ros. Непрухи) – ukraiński sitcom będący odpowiednikiem polskiego serialu Świat według Kiepskich emitowany przez TRK Ukraina od 13 listopada 2010 roku. Wyprodukowany przez spółkę ATM Grupa.

## Fabuła
Serial powstały w oparciu o polską produkcję, zachowuje niemal wszystkie znamiona pierwowzoru, czyli odpowiedniki prawie każdej z głównych postaci wraz z takim samym rozwojem akcji. Zdjęcia do odcinków ukraińskiej wersji kręcone były w Polsce, w tym samym miejscu co Świat według Kiepskich – we Wrocławiu.
Ukraiński odpowiednik doczekał się zaledwie ośmiu pilotażowych odcinków, które zostały wyemitowane w telewizji. Po bardzo niskich wynikach oglądalności zdecydowano o zakończeniu emisji serialu.

## Obsada
| Aktor                    | Rola              | Odpowiednik ze Świata według Kiepskich |
| ------------------------ | ----------------- | -------------------------------------- |
| Wasilij Mazur            | Wasilij Nieprucha | Ferdynand Kiepski                      |
| Olga Sumska              | Galina Nieprucha  | Halina Kiepska                         |
| Michaił Griebienszczikow | Wowa Nieprucha    | Waldemar Kiepski                       |
| Marija Buszmiełowa       | Oksana Nieprucha  | Mariola Kiepska                        |
| Boris Kamorzin           | Eduard P. Bewz    | Marian Paździoch                       |
| Aleksandr Bondarienko    | Sławik-Boczka     | Arnold Boczek                          |
| Walerija Czajkowska      | Baba Katia        | Rozalia Kiepska                        |
| Nikołaj Olejnik          | Listonosz         | Listonosz Edzio                        |